# Макс Свенссон
Макс Свенссон (швед. Max Svensson, нар. 19 червня 1998, Свалев, Швеція) — шведський футболіст, вінгер нідерландського клубу «Віллем II».

## Ігрова кар'єра

### Клубна
Макс Свенссон народився в комуні Свалев на півдні Швеції. І є вихованцем клубу «Гельсінгборг». У лирні 2016 року Свенссон дебютував у першій команді у турнірі Аллсвенскан. За результатами того сезону клуб вилетів до Супереттан та Свенссон залишився далі грати за «Гельсінгборг».
Влітку 2021 року Свенссон перейшов до нідерландського клубу «Віллем II», з яким підписав трирічний контракт. В першому ж сезоні у Нідерландах Свенссон разом з клубом також вилетів з елітного дивізіону.

### Збірна
У 2017 році у складі юнацької збірної Швеції (U-19) Макс Свенссон брав участь у юнацькій першості Європи, що проходила на полях Грузії. На турнірі Свенссон зіграв у двох матчах.